# Blistavi ibis
Blistavi ibis (lat. Plegadis falcinellus) je raširena ptica iz porodice ibisa.

## Opis
Blistavi ibis je srednje velika ptica, dužine 48 do 66 cm, s rasponom krila od 80 do 105 cm. Teži 485-970 grama. Odrasle ptice su tamnosmeđe s brončanim i zelenkastim metalik odsjajem. Mlade ptice imaju neuglednije perje od odraslih jedinki, sposobnih za razmnožavanje.

## Rasprostranjenost
To je široko rasprostranjena ptica u Euroaziji, Africi, Australiji i Sjevernoj Americi. Prezimljava u Africi i Aziji, gdje se hrani u plićacima s muljevitim dnom, koje je obraslo trskom, ponekad na rižinim poljima i vlažnim livadama.

## Način života
Obitava u slatkim i slaboslanim slivovima, širokim močvarama, ušćima rijeka i plitkim poplavljenim vlažnim livadama.

## Prehrana
Blistavi ibis hrani se vodenim beskralješnjacima - vodenim kukcima, pijavicama, kišnim glistama, ponekad i ribom i vodozemcima.

## Razmnožavanje
Gnijezdi se u gustim kolonijama, zajedno s drugim pticama kao što su: čaplje i pelikani.